# بي إم دبليو آي 4
بي إم دبليو آي4 (BMW i4) هي سيارة فاخرة كهربائية مدمجة تعمل بالبطارية تنتجها بي إم دبليو منذ عام 2021. ظهرت النسخة التجريبية الأولية، المسماة BMW i Vision Dynamics في معرض فرانكفورت للسيارات عام 2017. وهي النموذج الخامس للعلامة التجارية الفرعية بي إم دبليو آي، وتُباع بأنواع بمستويات أداء مختلفة. تم الكشف عن نسخة الإنتاج في مارس 2021 وتم طرحها للبيع في نوفمبر 2021.

## المواصفات

### الهيكل

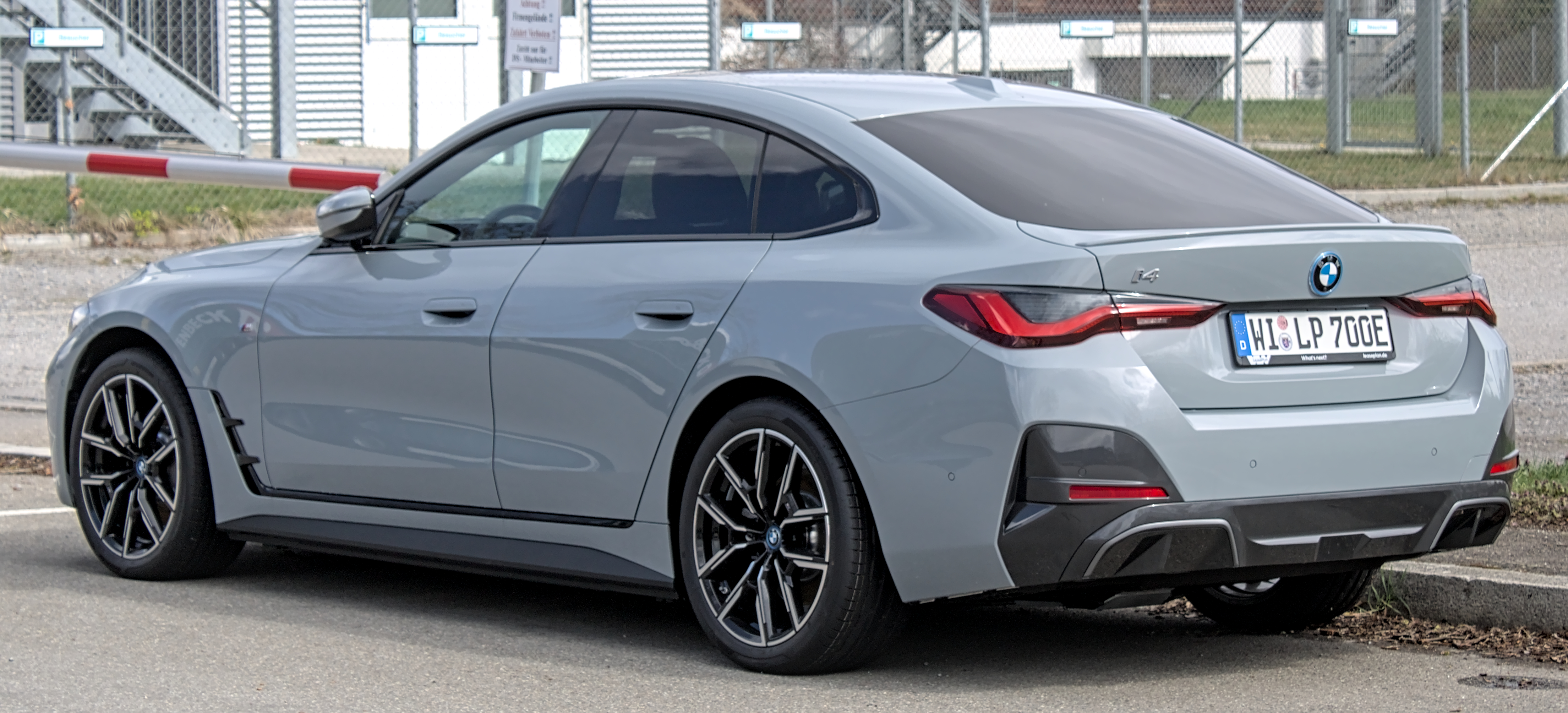
رؤية خلفية

يعتمد نموذج الإنتاج على منصة CLAR المعيارية للحفاظ على انخفاض التكاليف وإمكانية تحقيق حجم الإنتاج. على الرغم من وصفها بأنها سلسلة G20 3 التي تعمل بالبطارية، إلا أن الطراز يستخدم تصميم الهيكل الخارجي لسيارة G26 4 Series Gran Coupé. تحتوي السيارة على نظام تعليق أمامي من طراز ماكفيرسون ونظام تعليق خلفي متعدد الوصلات مع تعليق هوائي خلفي بشكل قياسي (يضيف M50 مخمدات M قابلة للتكيف). يحتوي على نظام تخميد مصمم لتقليل "حركات غمس الجسم" في ظل التسارع أو الكبح، مع نظام "الحد من انزلاق العجلة المرتبط بالمشغل" لتعزيز الجرّ والاستقرار بشكل أفضل.
تحتوي آي4 على هيكل سفلي مسطح تمامًا تقريبًا، مما ينتج عنه معامل سحب منخفض يبلغ 0.24 لـ eDrive40 و 0.25 لـ M50. بالمقارنة مع سلسلة G20 3، لدى السيارة 26 مليمتر (1.0 بوصة) مسارات أمامية أوسع و 13 مليمتر (0.5 بوصة) مسارات خلفية أوسع. نظرًا لموقع الأرضية المنخفضة لحزمة البطارية لتحسين خفة الحركة، مركز جاذبية M50 هو 34 مليمتر (1.3 بوصة) أقل من G20 3 Series و 53 مليمتر (2.1 بوصة) أقل في eDrive40. يمكن ضبط التحكم النشط في رفرف الهواء أسفل الشبكة على عشر مراحل، مما يسمح بتزويد نظام القيادة والبطارية والمكابح ونظام تكييف الهواء بكميات دقيقة. يحتوي eDrive40 على توزيع للوزن بنسبة 45:55، بينما النسبة 48:52 للطراز M50.

### مجموعة الدفع والحركة
تم تطوير مكون المحرك الكهربائي في السيارة ووحدة الشحن والبطارية عالية الجهد داخل الشركة من قبل مجموعة بي إم دبليو، لتشكيل الجيل الخامس من نظام eDrive. تتعلق إحدى السمات التقنية البارزة لمجموعة نقل الحركة في السيارة بتغليفها. يتم تضمين كل من المحرك الكهربائي وناقل الحركة وإلكترونيات الطاقة في مكون واحد، مما يسمح بتحويل الطاقة بكفاءة أعلى. ركزت بي إم دبليو أيضًا على تقليل عدد المواد الأرضية النادرة في البطارية ونظام المحرك الكهربائي. لا يتم استخدام أي منها في بناء المحرك (عامل الكفاءة 93 في المائة)، بينما تستخدم البطارية ثلثي كمية الكوبالت أقل من ذي قبل. يتم وضع المحركات نفسها في المحاور، كما تحتوي المحاور أيضًا على ناقل الحركة أحادي السرعة.

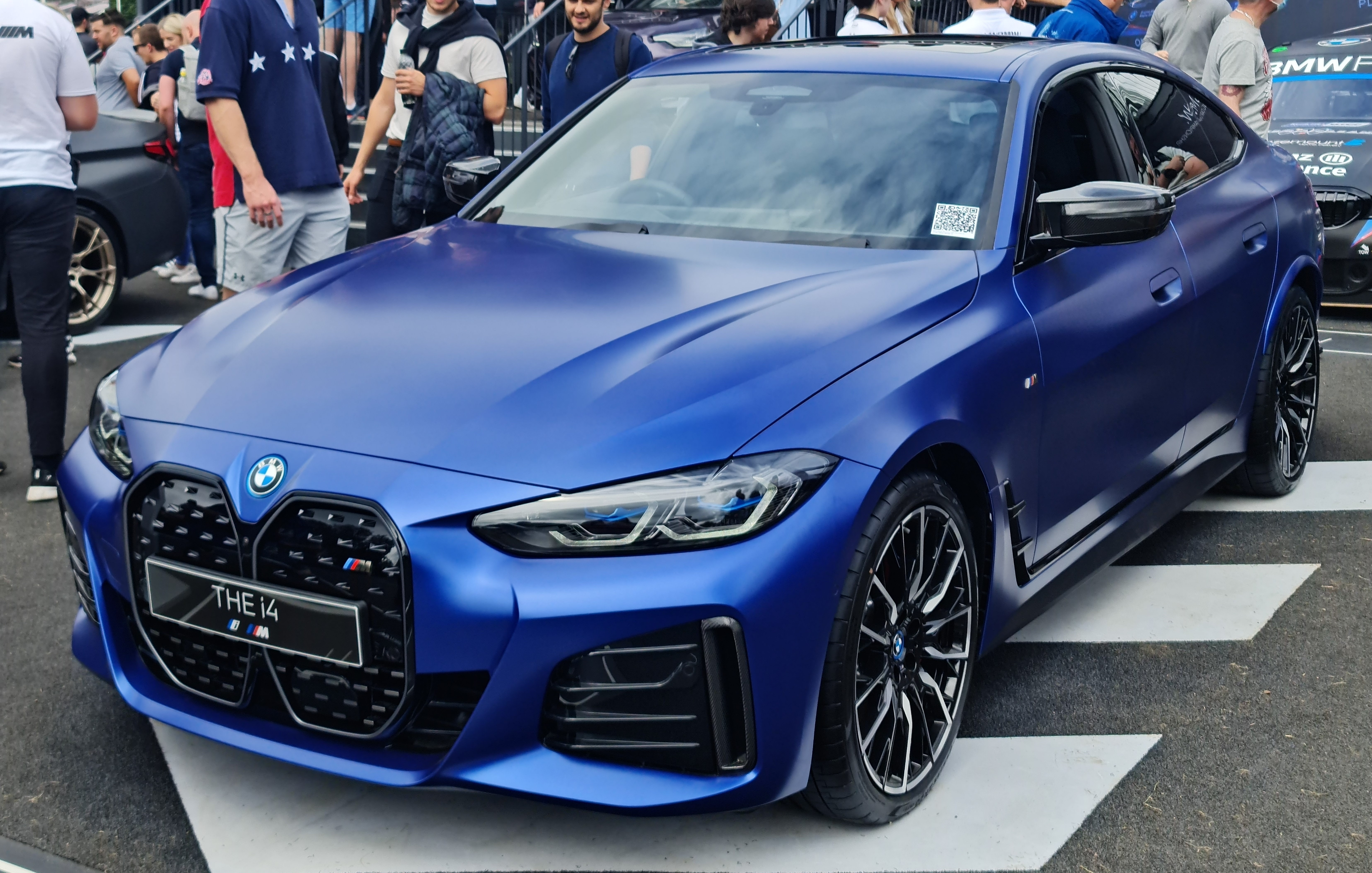
M50 مع M Sport Package Pro.

يمكن للطراز M50 استعادة طاقة الكبح بمعدل أقصاه 195 كيلو وات و 116 كيلو وات لمحرك eDrive40. تتضمن مستويات الكبح التجديدي الثلاثة القابلة للتعديل إعدادًا قويًا للقيادة بدواسة واحدة، بينما يستخدم الوضع التكيفي الرابع بيانات جي بي إس وأنظمة مساعدة السائق لضبط مقدار الكبح المتجدد. يعد eDrive40 نموذجًا للدفع الخلفي، حيث تأتي الطاقة من 250 كـو (340 PS؛ 335 حصان) واحدة محرك متزامن متحمس كهربائيًا ومركبًا على المحور الخلفي. يعمل M50 بشكل أساسي في وضع الدفع الخلفي، مما يحافظ على الطاقة وبالتالي يزيد المدى. أكبر 230 كـو (313 PS؛ 308 حصان) المحرك الكهربائي موجود في الخلف، بينما الأصغر 190 كـو (258 PS؛ 255 حصان) فقط عندما تتطلب الإطارات الأمامية طاقة. باستخدام بطارية مُدفأة مسبقًا، يمكن أن يصل الاستهلاك إلى 20 كيلو واط في الساعة / 100 كيلومتر في الجبال الشتوية.

### البطارية
البطارية ذات الطول 108 مليمتر (4.3 بوصة) تتكون من أربع وحدات مع 72 خلية لكل منها وثلاث وحدات مكونة من 12 خلية، والتي توجد في قاعدة الأرضية. يتم توصيل حاوية البطارية مباشرة بالإطار الفرعي للمحور الأمامي، بينما يتم تثبيت حزمة البطارية بمسامير بالأرضية باستخدام 22 مسمارًا. يتراوح جهد البطارية بين 400 فولت (فارغ) و 477 فولت (ممتلئ). تتميز بطارية آي 4 بكثافة طاقة تزيد بنسبة 40 بالمائة عن آي 3.
يدعم نظام eDrive من الجيل الخامس الشحن السريع بسرعة تصل إلى 200 كيلو وات. يمكن شحن حزمة البطارية حتى 80 بالمائة في 31 دقيقة أو عشر دقائق لنطاق 164 كـم (102 ميل) في eDrive40 و 140 كـم (87 ميل) في M50. باستخدام صندوق حائط من المستوى 2 مزود بطاقة تيار متردد ومعدل شحن يبلغ 11 كيلو وات، يمكن للسيارة أن تعيد شحن البطارية من 0 إلى 100 بالمائة في أقل من ثماني ساعات.
تتميز الآي فور بنظام تدفئة وتبريد متكامل يأخذ في الاعتبار عوامل مختلفة مثل درجة الحرارة المحيطة وجلسات الشحن السريع في منتصف الرحلة لضبط درجة حرارة حزمة البطارية مسبقًا. تقوم السيارة بذلك تلقائيًا عبر مضخات عالية الكفاءة يمكنها زيادة كفاءة النطاق بنسبة تصل إلى 31 في المائة عند القيادة في زحام المدن. بدون التسخين المسبق، قد يتم تقييد شحن البطارية إلى 75 كيلو وات في درجات الحرارة الباردة.

### المعدات

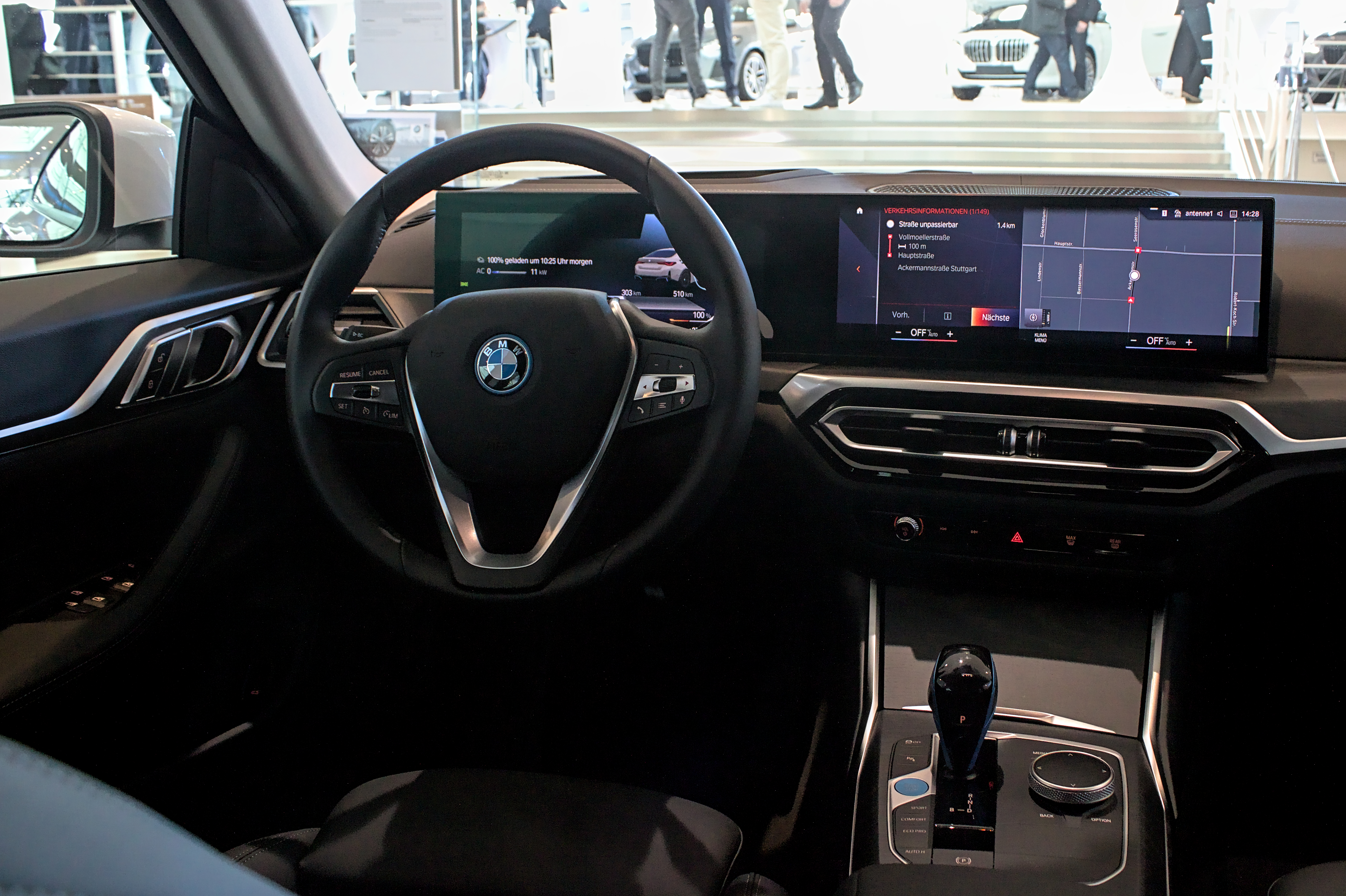
السيارة من الداخل

تتميز جميع الطرازات بنظام المعلومات والترفيه iDrive 8، بما في ذلك نظام مساعد بالتحكم الصوتي ونظام التحكم بالإيماءات، بينما يتم الاحتفاظ بوحدة التحكم iDrive أيضًا في الكونسول الوسطي. يتم الحصول على الواجهة من خلال الشاشة المنحنية التي تجمع بين لوحة معلومات 12.3 بوصة (310 مـم) ونظام معلومات ترفيهي 14.9 بوصة (380 مـم) بواجهة تعمل باللمس مُعاد تصميمها في وحدة واحدة. يتميز نظام iDrive 8 بوجود أنظمة أبل كار بلاي وأندرويد أوتو، والمتوافقة مع تقنية الجيل الخامس للهواتف المحمولة، بينما يتم أيضًا دمج تطبيقات الطرف الثالث للاتصال وتدفق الموسيقى داخل النظام. يتم زيادة وظائف الهواء وتشتمل على تحديثات لوظائف القيادة، مثل المساعدة في القيادة والميزات شبه المستقلة. تم وضع عدد من عناصر الإضاءة المحيطة في جميع أنحاء المقصورة وتغيير لونها حسب وضع القيادة. تم دمج نظام iDrive 8 مع تطبيق My BMW الجديد للهواتف الذكية.
تشتمل المعدات القياسية على عجلة قيادة رياضية بأزرار متعددة الوظائف ومقاعد رياضية، وتحكم في المناخ ثلاثي المناطق، وتزجيج صوتي للزجاج الأمامي، وتسخين مسبق وتكييف مسبق، وباب خلفي يعمل بالكهرباء. تشمل المعدات الاختيارية مثل تدفئة المقاعد والتهوية، و M Sport Package Pro، والإضاءة المحيطة، وفتحة سقف زجاجية مائلة / قابلة للإمالة. يمكن أيضًا طلب مجموعة M Carbon الخارجية وأجزاء M Performance كخيار. يوفر i4 نظامًا صوتيًا مكونًا من 10 مكبرات صوت مع مضخم صوت بقوة 205 واط كمعيار قياسي، بينما يعد نظام Harman Kardon المزود بـ16 مكبر صوت مع مكبر صوت رقمي بسبع قنوات جهازًا اختياريًا. تعد المصابيح الأمامية والمصابيح الخلفية LED بالكامل قياسية، على الرغم من أنه يمكن ترقية الأول إلى وحدات متكيفة مع BMW Laserlight و BMW Selective Beam وظيفة. وهي متوفرة بأحجام عجلات من 17 بوصة إلى 20 بوصة مع إطارات خلفية أعرض بشكل قياسي.
يأتي محرك السيارة مزودًا بنظام حماية صوتي للمشاة، وهو صوت تم إنشاؤه اصطناعيًا (بما في ذلك أصوات المحرك الخاطئة الاختيارية) التي تنتجها السماعات الخارجية النشطة عند القيادة حتى 21 كم/س (13 ميل/س) في أوروبا أو 31 كم/س (19 ميل/س) في الولايات المتحدة. علاوة على ذلك، يحتوي على ما يصل إلى 40 نظامًا لمساعدة السائق، مما يتيح القيادة شبه المستقلة من المستوى الثاني. أنظمة مساعدة السائق القياسية بما في ذلك التحذير من مغادرة المسار، والتكيف الذكي للسرعة، والتحذير من الاصطدام مع التدخل في المكابح، وأجهزة استشعار وقوف السيارات الأمامية والخلفية، وكاميرا احتياطية. تعتبر الحزمة الاحترافية للمساعدة في القيادة اختيارية، والتي تضيف التحكم التكيفي في ثبات السرعة مع التوقف والانطلاق، ومساعدة الحفاظ على المسار مع تجنب الاصطدام الجانبي، وفرملة الطوارئ التلقائية الخلفية. يعرض نظام مساعد الركن الاختياري رؤية ثلاثية الأبعاد بزاوية 360 درجة للسيارة ومحيطها. تبلغ قدرة القطر القصوى 1,600 كيلوغرام (3,500 رطل)، مع 75 كيلوغرام (165 رطل) تحميل السقف ممكن.
يمكن تركيب أجزاء M Performance من 35 إلى 40 في طراز M Sport Trim وجميع موديلات M50. وتشمل هذه المرايا المصنوعة من ألياف الكربون، والجناح، وحواف الشبك الكلوي، والفاصل، والناشر، وحواف المصد الخلفي، وفتحات التهوية الأمامية ورافعة التروس، وعجلات M، والكانتارا الداخلية، وعجلة القيادة الرياضية، والمقاعد الرياضية.

## السيارات
تشمل الطرازات التي تم طرحها عند الإطلاق الطراز M50 عالي الأداء مع نظام الدفع الرباعي ثنائي المحرك xDrive، وأول سيارة كهربائية تعمل بالبطارية يقدمها قسم السيارات الرياضية لبي إم دبليو، و eDrive40 بمحرك واحد ودفع الخلفي.

## النماذج
| الطراز                                      | eDrive35 | eDrive40 | M50 |
| مجموعة نقل الحركة                           | دفع خلفي للمحرك الخلفي (RWD) | دفع خلفي للمحرك الخلفي (RWD) | دفع رباعي ثنائي المحرك ( xDrive ) |
| ------------------------------------------- | --- | --- | --- |
| السعر الأساسي (السوق الألماني)              | يُعلن لاحقًا | 59200 يورو | 70800 يورو |
| التوفر                                      | أوائل عام 2022 | تشرين الثاني (نوفمبر) 2021 - | تشرين الثاني (نوفمبر) 2021 - |
| سعة البطارية (قابلة للاستخدام)              | 60 كيلوواط ساعة (تبا) | 83.9 كيلوواط ساعة (81.5 كيلوواط ساعة) | 83.9 كيلوواط ساعة (81.5 كيلوواط ساعة) |
| النطاق                                      | يُعلن لاحقًا | 493–580 كـم (306–360 ميل) دورة القيادة الأوروبية الجديدة 493–590 كـم (306–367 ميل) WLTP 282–301 ميل (454–484 كـم) وكالة حماية البيئة                              | 416–465 كـم (258–289 ميل) دورة القيادة الأوروبية الجديدة 416–521 كـم (258–324 ميل) WLTP 227–270 ميل (365–435 كـم) وكالة حماية البيئة                              |
| المحرك                                      | محرك كهربائي متزامن ثلاثي الأطوار (ESM) خلفي | محرك كهربائي متزامن ثلاثي الأطوار (ESM) خلفي | محرك كهربائي متزامن متحمس كهربائيًا ثلاثي الأطوار (ESM) أمامي وخلفي                                                                                                |
| الطاقة (الذروة)                             | 200 كـو (272 PS؛ 268 حصان) | 250 كـو (340 PS؛ 335 حصان) | 400 كـو (544 PS؛ 536 حصان) |
| عزم الدوران (الذروة)                        | يُعلن لاحقًا | 430 ن·م (317 رطل·قدم) | 795 ن·م (586 رطل·قدم) |
| التسريع i> 100 كيلومتر في الساعة (62 ميل/س) | يُعلن لاحقًا | 5.7 ثواني | 3.9 ثانية |
| السرعة القصوى                               | غير متاح | 190 كم/س (118 ميل/س) | 225 كم/س (140 ميل/س) |
| سرعة الشحن السريع للتيار المستمر ( DCFC )   | ما يصل إلى DC 200 kW عبر CCS Combo 2 | ما يصل إلى DC 200 kW عبر CCS Combo 2 | ما يصل إلى DC 200 kW عبر CCS Combo 2 |
| سرعة شحن التيار المتردد على متن الطائرة     | AC 11 kW عبر J1772 (أمريكا الشمالية) أو 3 أطوار AC 11 kW عبر النوع 2 (في مكان آخر)                                                                                | AC 11 kW عبر J1772 (أمريكا الشمالية) أو 3 أطوار AC 11 kW عبر النوع 2 (في مكان آخر)                                                                                | AC 11 kW عبر J1772 (أمريكا الشمالية) أو 3 أطوار AC 11 kW عبر النوع 2 (في مكان آخر)                                                                                |
| حقائب سفر                                   | 1,290 لتر (46 قدم3) الحجم الأقصى مع طي المقاعد الخلفية وصندوق الأمتعة الخلفي. 470 لتر (17 قدم3) الجذع الخلفي + 38 لتر (1 قدم3) لشحن الكابلات أسفل الصندوق الخلفي. | 1,290 لتر (46 قدم3) الحجم الأقصى مع طي المقاعد الخلفية وصندوق الأمتعة الخلفي. 470 لتر (17 قدم3) الجذع الخلفي + 38 لتر (1 قدم3) لشحن الكابلات أسفل الصندوق الخلفي. | 1,290 لتر (46 قدم3) الحجم الأقصى مع طي المقاعد الخلفية وصندوق الأمتعة الخلفي. 470 لتر (17 قدم3) الجذع الخلفي + 38 لتر (1 قدم3) لشحن الكابلات أسفل الصندوق الخلفي. |
| الوزن (الاتحاد الأوروبي)                    | يُعلن لاحقًا | 2,125 كـغ (4,685 رطل) | 2,290 كـغ (5,049 رطل) |

## النماذج الاختبارية
تمت معاينة الآي4 بواسطة سيارتين اختباريتين: BMW i Vision Dynamics (2017) و BMW Concept i4 (2020)، بالإضافة إلى Vision Next 100 (2016).
ظهر السيارة المبتكرة BMW i Vision Dynamics لأول مرة في معرض فرانكفورت للسيارات 2017، وتم بناؤه على منصة CLAR المرنة بدلاً من هيكل من ألياف الكربون كما هو الحال مع طرازي i3 وi8 الكهربائيين الحديثين. أعطى مفهوم i Vision Dynamics تلميحًا إلى نية الشركة لصنع سيارة كوبيه كهربائية متوسطة الحجم بأربعة أبواب. كان يعمل بمحرك كهربائي واحد على المحور الخلفي. كانت السيارة قد توقعت أرقام أداء من 100 كيلومتر في الساعة (62 ميل/س) في 4.0 ثوانٍ، وبسرعة قصوى تزيد عن 200 كم/س (124 ميل/س). كان هدف مجموعة بي إم دبليولـ i Vision Dynamics هو 373 ميل (600 كـم) في دورة WLTP الأوروبية. اعتمد تصميم i Vision Dynamics على دراسة Vision Next 100 لعام 2016.
على الرغم من أن المقصورة الداخلية لم تنته بعد، إلا أن الشركة وعدت بمنظر رائع للخارج من خلال "دمج الزجاج في الهيكل الرئيسي". من المثير للجدل أن i Vision Dynamics تضمنت إعادة صياغة الشبكة المزدوجة الكلوية التي غطت عددًا كبيرًا من المستشعرات. اعتمادًا على البيئة القانونية، أشارت BMW إلى أن الهدف هو إطلاق سيارة الإنتاج مع القدرة على العمل في المستوى 3 أو المستوى 4 من القيادة الذاتية، والتي تتطلب أنواعًا مختلفة من المدخلات البشرية حسب الظروف.
تم الإعلان عن نسخة الإنتاج في معرض جنيف للسيارات 2018 باسم بي إم دبليو آي4. في معرض باريس للسيارات 2018، أكدت شركة بي إم دبليو أن عام إطلاق الآي4 سيكون عام 2021.

### سيارة BMW Concept i4 (2020)
تم تقديم BMW Concept i4 في مارس 2020 وكررت الكثير من مواصفات الآي4 التي تمت مشاركتها في معرض LA للسيارات في نوفمبر 2019. كانت لغة تصميم Concept i4 أقرب إلى نموذج الإنتاج من i Vision Dynamics. كان من المتوقع أن يتم تصنيف المحرك الخلفي الفردي عند 390 كـو (530 PS؛ 523 حصان) كان على قدم المساواة مع أحد محركات الاحتراق V8 من بي إم دبليو، على الرغم من أن وسائل الإعلام شككت في هذا الادعاء لأن محركات V8 متصلة بنظام xDrive. تم توضيح أن i4 سيأتي بنطاق تقديري لـ EPA يبلغ 270 ميل (435 كـم) من حزمة بطارية 80 كيلو وات في الساعة، على الرغم من أن نموذج الإنتاج لديه نطاق تصنيف وكالة حماية البيئة (EPA) يبلغ 300 ميل (483 كـم).

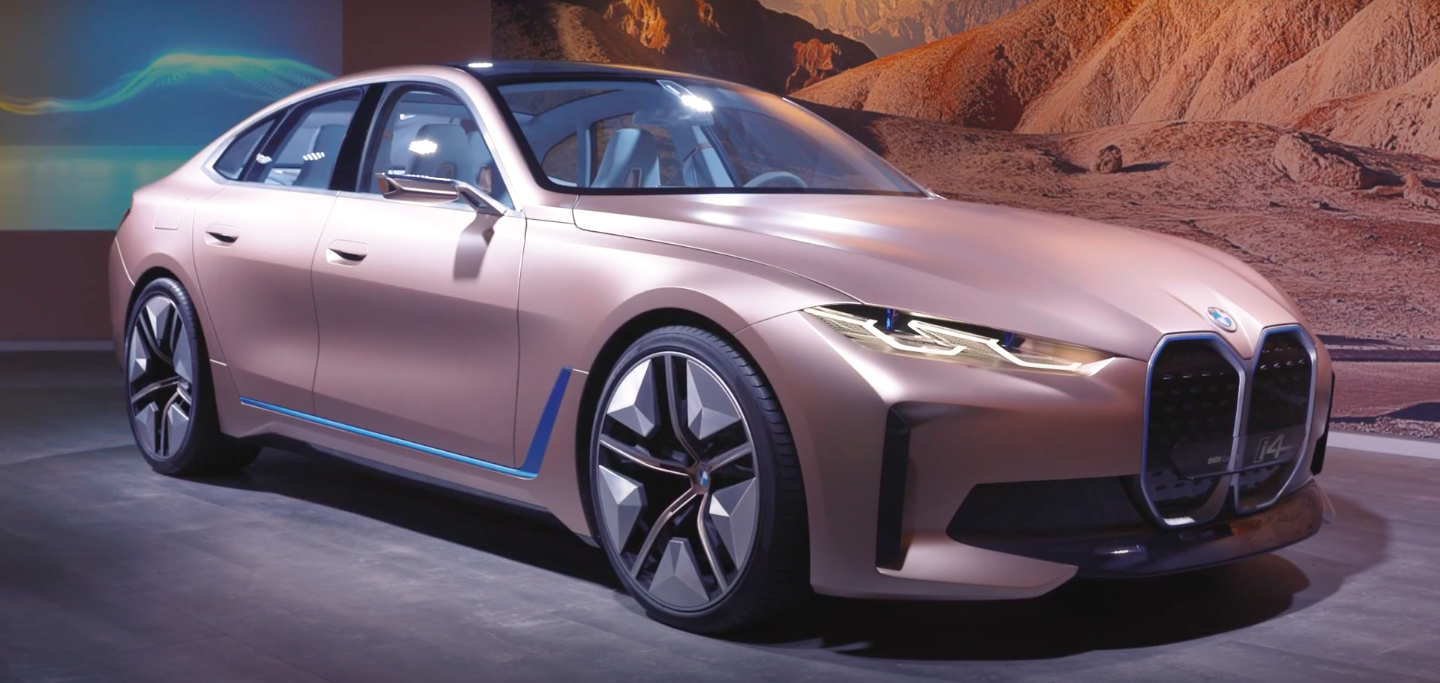
كان BMW Concept i4 بمثابة تطور في Vision Dynamics.

كان BMW Concept i4 تطورًا لدراسة تصميم i Vision Dynamics اعتبارًا من عام 2017. كانت النسب عبارة عن سيارة كوبيه كلاسيكية تتميز بقاعدة عجلات طويلة وخط سقف بسقف منحني حتى مؤخرتها وبروز قصير. تم الحفاظ على التصميم الخارجي بسيطًا بخطوطه الناعمة وأسطحه الواضحة "كنقطة مقابلة متعمدة للذوق الديناميكي لتجربة القيادة". كانت الشبكة الكلوية المغطاة بمثابة "لوحة ذكاء" تحتوي على أجهزة استشعار مختلفة للقيادة الذاتية.
تميز المفهوم بقاعدة عجلات ممتدة مع ادعاء الشركة أنها ستوفر مساحة كبيرة في المقصورة. سيطرت شاشة بي إم دبليو المنحنية على التصميم الداخلي المستقبلي للغاية والأضيق الحدود التي كانت مائلة نحو السائق، والتي تتميز بأحدث نظام تشغيل BMW 8. ومن السمات البارزة الأخرى السقف الزجاجي بالكامل، ومزيج من القماش والجلد في المقاعد واندفاعة مع تركيبات من البرونز والكروم، واستبدال نقاط التلامس بالبلاستيك الشبيه بالكريستال.

## وصلات خارجية
- البيان الصحفي لسيارة BMW i Vision Dynamics
- موقع BMW i Vision Dynamics UK نسخة محفوظة 2018-10-22 على موقع واي باك مشين.